# Grotte Santa del Cabriel

La grotte Santa del Cabriel est une grotte naturelle située dans la commune  de Mira (province de Cuenca en Espagne),.
Elle est située dans la Serranía de Cuenca. L'utilisation préhistorique de la grotte était connue depuis l'Antiquité et divers matériaux ont été conservés. La grotte était à l'origine un lieu de sépulture, devenant plus tard un sanctuaire, bien qu'elle ait pu avoir d'autres fonctions plus prosaïques, comme un simple lieu de refuge. Après la reconquête de la zone, elle sera à nouveau fréquentée, les premières références à ce sujet remontant au  XIVe siècle, lorsqu'elle devint un sanctuaire marial, récupérant son statut de lieu de culte.

## Description

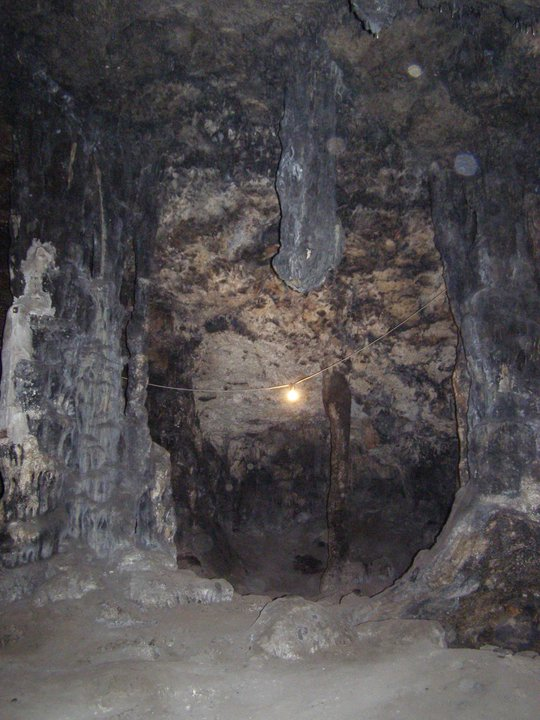
Intérieur de la grotte

La grotte de Santa del Cabriel abrite plusieurs salles communicantes. L'entrée de la grotte est un passage étroit mesurant 11,50 m de long sur 1,20 m de large qui mène à l'intérieur de la cavité. Le couloir mène à une salle centrale de plan semi-circulaire d'une largeur comprise entre 22 et 29 m et d'une hauteur maximale de 10 m, dans laquelle se détachent au centre deux grandes stalactites et, au fond de la cavité, un bassin rectangulaire. La salle communique avec deux autres salles plus petites, qui sont quasiment inondées en période de fortes pluies.
À l'intérieur de la grotte, plusieurs objets ont été retrouvés, dont une série de vases en forme de coupe de la période ibérique, conservés au Musée de Cuenca.
Chaque année, le deuxième dimanche de mai, un pèlerinage à la Cueva Santa a lieu. Le pèlerinage est divisé en deux parties : une partie religieuse, au cours de laquelle une messe est célébrée à l'extérieur de la grotte, et une partie plus récréative, constituée d'un déjeuner pour tous les locaux, qui laisse place à la musique et aux danses populaires.